# Синютка, Олег Михайлович
Оле́г Миха́йлович Синю́тка (укр. Олег Михайлович Синютка; род. 14 февраля 1970, Куропатники, Тернопольская область) — украинский политик. Председатель Львовской областной государственной администрации с 26 декабря 2014 года по 5 июля 2019 года.

## Биография
Родился 14 февраля 1970 года. В 1993 году окончил исторический факультет Прикарпатского университета по специальности «Учитель истории», в 1995 году получил диплом этого же университета по специальности «Экономика и управление».
С 1995 по 2001 год занимал должность председателя СО «Маслосоюз» (в Ивано-Франковске), затем год был и. о. директора ООО «Ивано-Франковское АвтоЗАЗ-ДЭУ».
С 2002 по 2006 год был заместителем городского головы Ивано-Франковска. С 2006 года стал депутатом Ивано-Франковского областного совета, в том же 2006 году стал директором департамента экономической политики Львовского городского совета. С 2007 года — первый заместитель городского головы Львова, а с 26 декабря 2014 года возглавил Львовскую облгосадминистрацию.
25 июля 2016 года во время торжественного перезахоронения пяти солдат 14-й гренадерской дивизии Ваффен СС Галичина Олег Синютка выступил с речью. В ней он подчеркнул, что тысячи молодых ребят взяли в руки оружие, чтобы прогнать оккупантов с нашей земли и восстановить Украинское государство. «Они, как и воины УПА, понимали, что получить независимость можно лишь самому, а не надеяться на нацистов или большевиков», — добавил Синютка.
22 апреля 2019 года, после выборов президента Украины, на которых победил Владимир Зеленский, Синютка объявил об уходе в отставку, однако не сообщил, когда именно собирается покинуть пост.
Участвовал в досрочных парламентских выборах 2019 года от партии «Европейская солидарность» (9 место в партийном списке).

## Семья
Воспитывает дочь и сына.